# モナコグランプリ

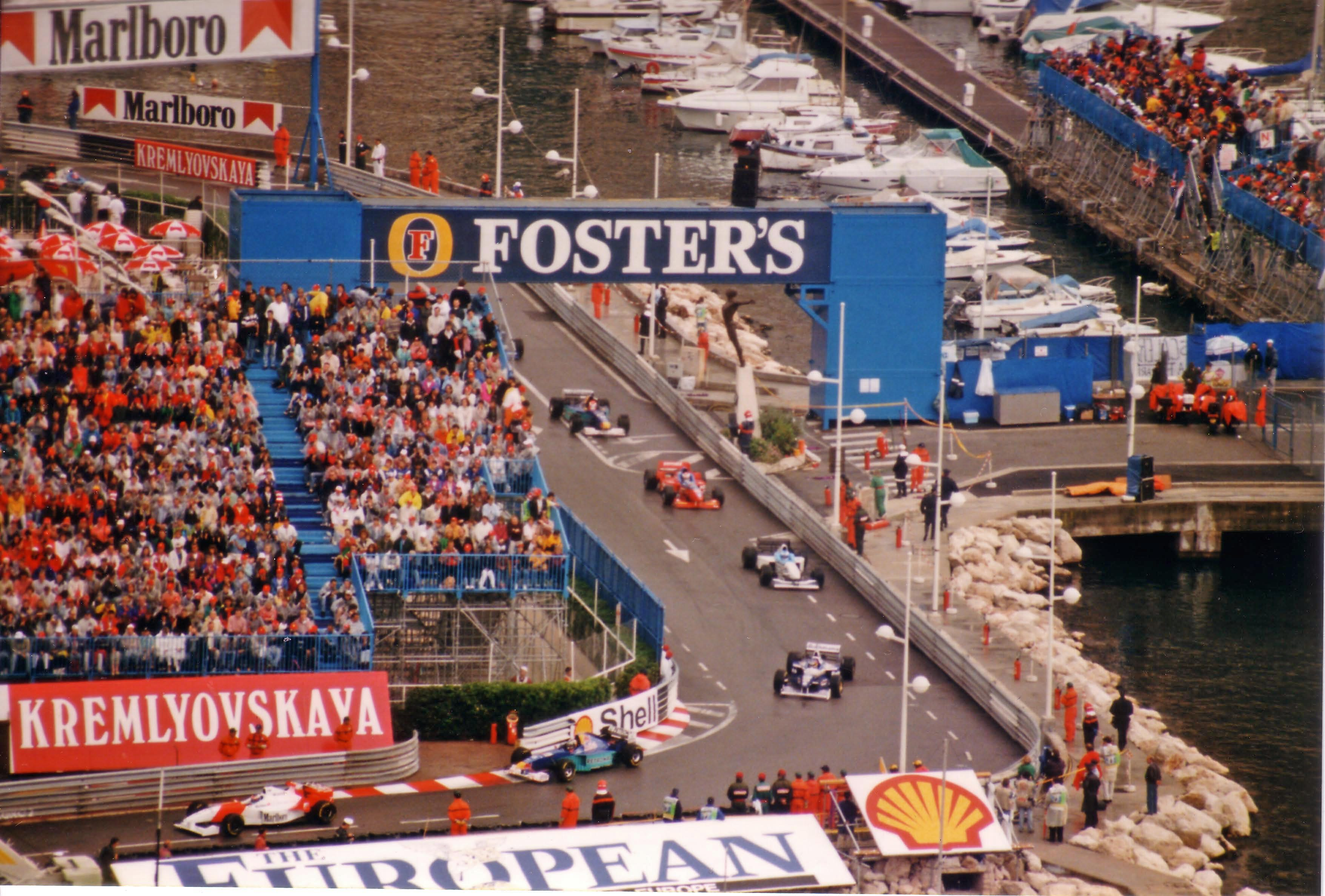
モナコグランプリ

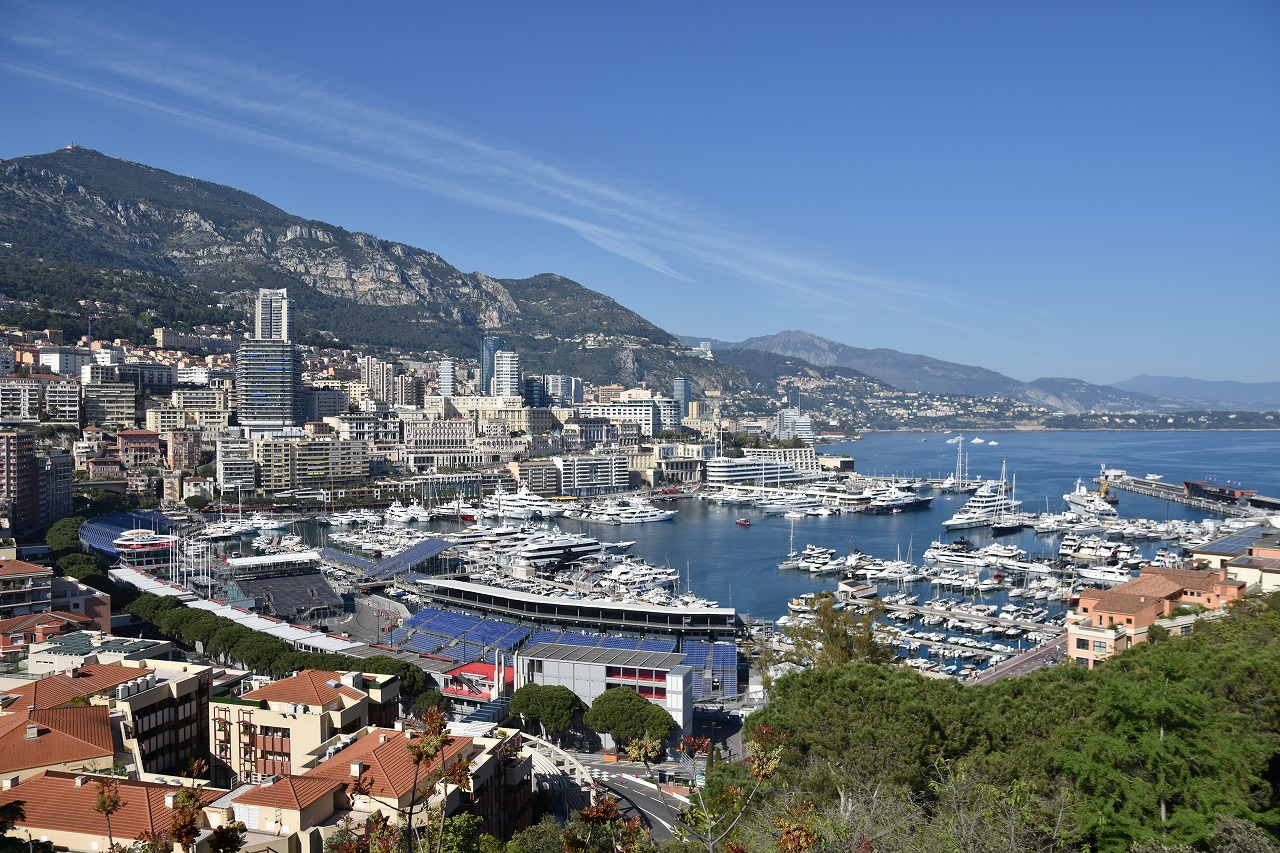
グランドスタンドK全景。

モナコグランプリ（モナコGP、英: Monaco Grand Prix , 仏: Grand Prix de Monaco ）は、モナコのモンテカルロ市街地コースで行われるF1世界選手権レースの一戦である。
F1カレンダーのなかでも最も厳しいコースのひとつと言われており、インディ500、ル・マン24時間レースと並び「世界3大レース」の1つに数えられ、F1およびモナコの象徴ともいえる名物レースとなっている。

## 概要
1929年に第1回大会を開催し、第二次世界大戦前後の中断（1938年 - 1947年、1949年）、1950年代前半、新型コロナウイルス感染症(COVID-19)の世界的流行に見舞われた2020年を除き毎年開催されている。1950年のF1世界選手権発足時よりイギリスGP、イタリアGP、ベルギーGPと並んで同シリーズに組み込まれている。この内、同じコースで開催され続けているのはモナコGPのみである。
グランプリ期間中、普段は人口3万人の小国に、およそ20万人の観客が訪れる。モナコ王室を始めとして、政財界の協力によって行われる国家的な観光イベントでもある。多くの観客を招き入れるため、キリスト昇天祭の祝日となる5月の2週目か3週目に日程を合わせるのが慣わしであるが、近年はF1カレンダーの過密化により、キリスト教の復活祭と一致しないこともある。また他のグランプリで初日となる金曜日を休息日として木曜日からレースウィークを始めるという伝統があったが、2022年からは他のグランプリ同様の金曜日開始スケジュールとなった。近年はインディ500と同日に開催されることが多くなっていたが、日程が重なることを避けるため、2026年からモナコGPは6月の最初の週末に開催されることとなった。
レースの舞台となるのは、モナコのモンテカルロ区とラ・コンダミーヌ区の公道を閉鎖して造られた1周3.337 kmのモンテカルロ市街地コースである。現在のF1レースでは「305 kmを超える最低の周回数」がレースの規定周回数・総走行距離として定められているが、このコースでは例外として、総走行距離が1973年から約260 km（78周）に減らされている。この約260 kmという距離は、このコースをF1マシンで走行し続けるとこれぐらいの距離で2時間以内に収まるから、という理由で決められている。コースの設営準備には6週間、レース後の撤去作業には2週間を要する。
F1開催を希望する国が増加していることもあり、開催権料も特例的に安く設定されている本GPが外される可能性も囁かれたが、2024年11月14日に2031年までの開催契約が結ばれた。

### レースの特徴
コース幅が非常に狭いためレース中の追い抜きは困難であり、他のコースに増して予選結果が重要視される。レース中はペースの遅いマシンの後方に数台が数珠繋ぎとなり、無理な追い抜きで接触する場面がよく見られる。ポールポジションを獲得したドライバーがそのまま優勝することが多く、2025年現在で32回ポール・トゥ・ウィンが達成されている。本グランプリ開始数年後の1933年にグリッドの決め方がくじ引きから現在の方式である予選タイムの早い順に変更されているが、これもこのコースが追い抜き困難で不公平であるからという理由による。2024年のレースではスタート直後のアクシデントによる中断で各車タイヤ交換義務を済ませ、多くのドライバーがタイヤを交換しないまま最後まで走りきり、スターティンググリッドの上位10台が全て同じ順位でフィニッシュする単調な展開となったことを受け、翌2025年から本GPに限り最低2回のタイヤ交換を行うように義務付けされた。
伝統と華やかさに加え、高い技量と集中力を要する難コースであることから、「モナコGPの優勝は3勝分の価値がある」といわれる。ここで際立って強いドライバーは「モナコ・マイスター」と賞賛されることがあり、スターリング・モス（3勝）、グラハム・ヒル（5勝）、ジャッキー・スチュワート（3勝）、アラン・プロスト（4勝）、アイルトン・セナ（6勝）、ミハエル・シューマッハ（5勝）、ニコ・ロズベルグ（3勝）といった名手が挙げられる（後述の#優勝回数も参照）。
ファン・マヌエル・ファンジオは出走4戦中2勝をあげ、4戦全てでポールポジションとファステストラップを記録している。一方、ジム・クラークは出走6戦中4回ポールポジションを獲得しながら、4位が最高で1勝もできなかった。
事故の起きやすい環境や、マシンにも過酷で機械の故障が発生しやすいことから、優勝候補がリタイアするなど波乱の展開が繰り広げられることもあり、意外なチームやドライバーが優勝することもある。過去9名のドライバーがこのコースでF1初優勝を遂げており、初優勝が出やすいコースでもある。

### 起源

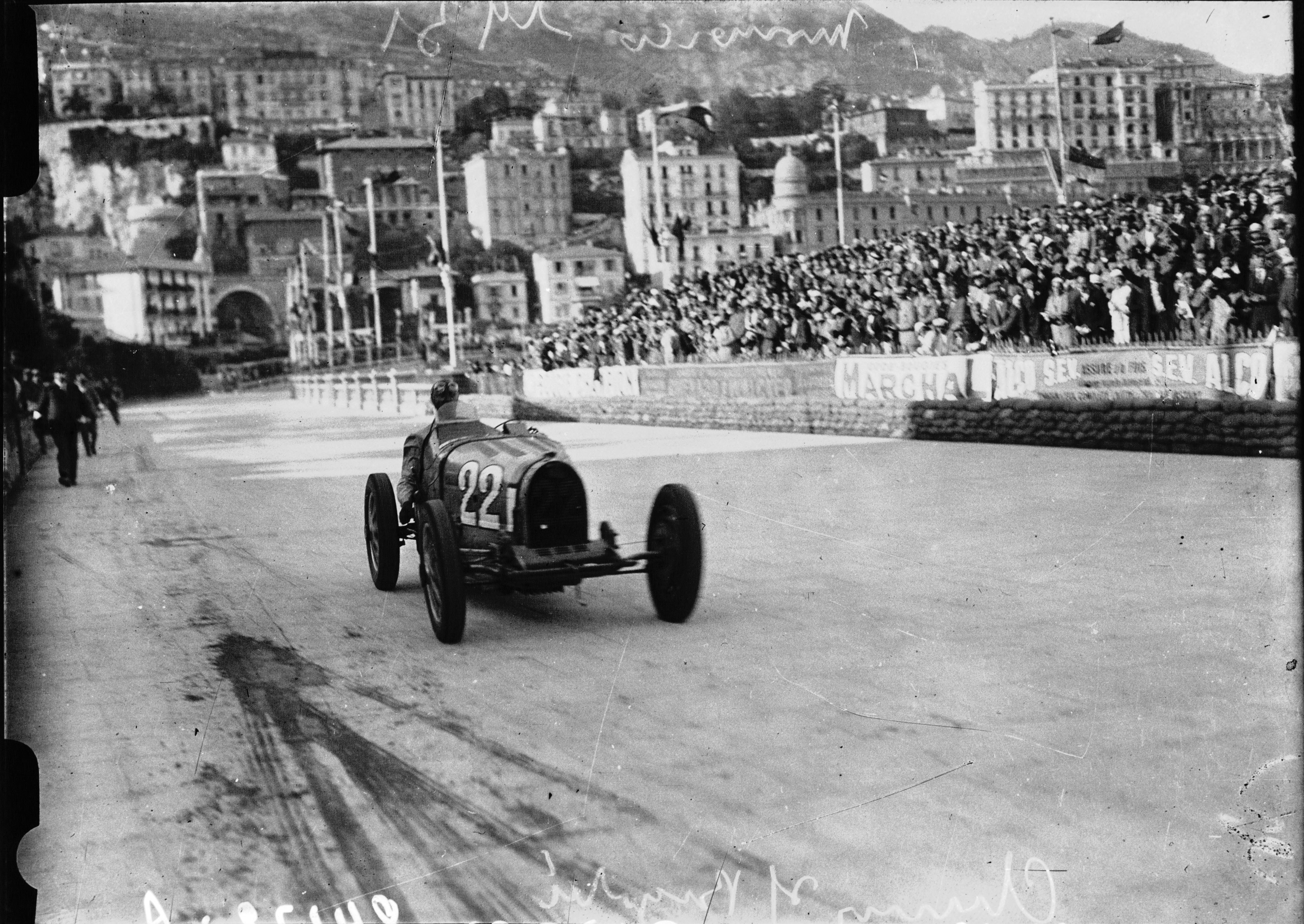
1931年のモナコGPで優勝したルイ・シロン

モナコGPの主催者であるモナコ自動車クラブ (Automobile Club de Monaco, ACM) は、1890年にモナコ自転車クラブとして発足した。1925年に自動車クラブに改名し、国際自動車連盟 (FIA) の前身である国際自動車公認クラブ協会 (AIACR) に登録申請を行った。1911年よりラリー・モンテカルロを開催していたため、問題なく加盟できると考えていたが、ラリーで使用しているコースのほとんどは隣国のフランス国内で行われており、レース開催経験の無さを理由に申請を却下された。
ACM会長アレクサンドル・ノゲの息子アントニー・ノゲは、モナコの街路を使用してレースを開催する計画を立てた。当時の公道レースはもっぱら郊外の田舎道で行われており、市街地でのレース運営は無謀に思われた。しかし、モナコ大公ルイ2世や、高級ホテル・カジノを経営するソシエテ・デ・バン・ド・メール社（SBM）の理解を得て1929年の第1回開催にこぎつけ、モナコ自動車クラブはAIACRに加盟を認められた。功労者であるノゲの名は、英語読みの「アントニー・ノウズ」として最終コーナーの名称に残されている。
コースデザインにはモナコ出身のドライバールイ・シロンが協力した。シロンはインディ500出場を優先したため第1回大会は不参加だったが、第3回大会で優勝している。また、引退後は競技委員長を務め、シグナル式スタートが採用されるまでスタート/チェッカーフラッグを振った。シロンの名もプールサイドベントの入口のコーナーに残されている。

## 権威

### 上流階級の世界
通例では、各国のGP主催者はF1の商業管理団体であるフォーミュラワン・マネージメント (FOM) に莫大な開催権料を支払い、コースサイドの看板広告の収入もFOMに納めねばならない。モナコGPの主催者であるACMは、特例として開催権料を免除または減額されている上に、看板広告収入も手にしている。モナコGPは2007年まで、ヨーロッパで唯一たばこ広告規制のないレースであった。
高級リゾートという土地柄、富裕層の人々は高級ホテルや自宅アパートのバルコニーや、港に停泊する豪華なクルーザーの甲板、「Formula One Paddock Club」といった特等席からレースを観戦している。期間中、ホテルの宿泊料金は軒並み跳ね上がるが、予約の時点で満室になる上に、高級ホテルの多くは最低5日から7日以上の連続宿泊を条件とする。
一般観戦者は近隣のニースやイタリア方面の街に宿をとり、自家用車やフランス国鉄 (SNCF) に乗ってモナコ入りする。一番安い観戦ポイントは、最終コーナーを見下ろす断崖の立見席である。
モナコ公国は所得税非課税のタックス・ヘイヴンとして知られる。外国人が居住するためには審査が必要となるが、F1ドライバーは名士として優遇されている。税金対策の他、治安が良い、プライバシーが守られる（有名人でも特別視されない）などの理由から、スイスと並んで居住地として人気があり、モナコGP期間中はドライバー達がマンションから「自宅通勤」する光景が見られる。2000年と2002年のウィナーであるデビッド・クルサードは、最高級ホテル「コロンバス・モンテカルロ」の共同経営者という副業を持っていた。
レースウィーク中にはモナコ大公主催のパーティが開かれ、ドライバーやチーム関係者をはじめ、世界中のセレブリティが参加する。また、2010年までモータースポーツシーズンの終了後にFIA傘下各カテゴリのチャンピオンを集めての表彰式が毎年モナコで行われていた。

### 表彰式
モナコGPはモナコ王室が観覧する御前レースであり、かつては大公レーニエ3世と大公妃グレース・ケリーがオープンカーでパレード走行を行っていた。レース後の表彰式もロイヤルファミリーが出席するため、他のグランプリとは手順が大きく異なる。
- ホームストレートのスタート地点付近に2階建てのロイヤルボックスがあり、階下に表彰ステージが設けられている。
- レース終了後、4位以下はピットの車両保管所にマシンを止めるが、1～3位の3台はロイヤルボックスの前にマシンを停める。ドライバー3名はコースから階段を上って表彰ステージに立つ。
- ロイヤルファミリーの前に3名が並び、プレゼンターである大公（現在はアルベール2世）からトロフィーを受け取る。
- シャンパンは表彰ステージ上で開封してはいけない。シャンパンファイトはステージからコースに下りてから行い、ステージ方向へシャンパンを向けることは厳禁（2019年まで）。

表彰台に関しては、大公よりも高い位置にドライバーが立つことが失礼であるとして、特別な台は設けず表彰ステージの最前列に、通常の表彰台と同じ配置でドライバーと優勝コンストラクター代表者が整列する。シャンパンに関しては、大公夫妻にシャンパンがかからないようにするため、大公の目の前での乱痴気騒ぎは失礼にあたるため、である。一国の元首から栄誉を称えられるというところも、このレースの優勝が価値あるものと見做されている理由の一つである。ただ2021年以降は、ドライバーがコースに下りることは無くなり、表彰ステージ上でシャンパンファイトを行っている。
1987年の優勝者アイルトン・セナは、事前にチーム側から上記の注意をされていたが、モナコ初優勝の喜びにそのことを忘れ、トロフィー授与終了直後にステージ上でシャンパンを開封した。さらに、背後にいたレーニエ3世らロイヤルファミリーに向かってシャンパンをかけてしまい、式典終了後に各方面から非難を受けた。
2009年の優勝者ジェンソン・バトンは手順を知らず（後にマーシャルの誘導ミスと判明）、ウィニングラップ後ピットに戻ってしまった。バトンは車両保管所でそのことを知らされ、ホームストレートを駆け足で表彰ステージに向かった。
2024年の表彰式では、自身初の母国優勝となったシャルル・ルクレールを祝し、アルベール2世自身がシャンパンファイトに参加した（なぜかアルベール2世用のシャンパンも用意されていた）。

## 過去のおもな出来事
- 1929年 - 初開催。ブガッティに乗るウィリアム・グローバー＝ウィリアムズが優勝した。初優勝者を記念して、1991年にサン・デボーテ（第1コーナー）に彼の銅像が立てられた。
- 1931年（英語版） - モナコ出身のルイ・シロンが地元優勝を果たした。
- 1932年（英語版） - 4回目の開催で初めてブガッティ以外の車両が勝利。アルファロメオのタツィオ・ヌヴォラーリが優勝したものの、直後を同じアルファロメオで走っていたルドルフ・カラツィオラは車両にトラブルが出ていたヌヴォラーリを故意に抜かずに2番手をキープしたままゴールし、八百長ではないかとレース後に物議を醸した。
- 1933年（英語版） - この年から決勝レースのグリッドポジションをくじ引きではなく練習走行のタイムを基準に決める方式に変更。その練習走行のタイムアタックでトップを争っていたルドルフ・カラツィオラがタバココーナーの壁でクラッシュし、右足に深刻な重傷を負う事故が発生。
- 1936年（英語版） - 豪雨の中の開催となる。ルドルフ・カラツィオラが2位に2分近いタイム差をつけ、3位以下を周回遅れにする圧勝。
- 1950年 - F1世界選手権開幕2戦目として開催。1周目にブラインドコーナーで多重事故が発生したが、優勝したファン・マヌエル・ファンジオはコースサイドの群集の動きから危険を察知し、接触を回避した。
- 1952年（英語版） - スポーツカーレースとして開催。トンネルでの事故で負傷したルイジ・ファジオーリが入院中に死亡。
- 1955年 - この年以降はF1の選手権として開催される。アルベルト・アスカリのマシンがシケイン付近で海中に転落したが、無事救助される[注 5]
- 1961年 - スターリング・モスがフェラーリの2台を振り切り、モナコ通算3勝目を達成。モスのレースキャリアにおいてベストレースのひとつにあげられる。
- 1963年 - グラハム・ヒルがモナコ初優勝。以後1964年、1965年、1968年、1969年と5勝を獲得し、「ミスターモナコ」と呼ばれる。
- 1965年 - ポール・ホーキンス（英語版）のマシンがアスカリと同様にシケインから海に転落、その後無事救助された。
- 1966年 - エンジンの最大排気量が3リッターに変更された最初のレースとして開催。完走と認められたのは僅か4台で、2023年現在でもF1最少完走台数の記録を保持している。
- 1967年 - ロレンツォ・バンディーニのマシンがシケインで炎上。バンディーニは火傷により3日後に死亡。
- 1970年 - 最終ラップの最終コーナーでジャック・ブラバムが痛恨のスピンを喫し、ヨッヘン・リントが大逆転優勝。
- 1982年 - 終盤に上位が次々脱落し、リカルド・パトレーゼがF1初優勝。
- 1984年 - 大雨により赤旗終了。ルーキーアイルトン・セナとステファン・ベロフの追走が注目される。またこのレースでセナは初のファステストラップを記録している。
- 1988年 - トップ独走中のセナがポルティエ（第8コーナー）で単独クラッシュ。
- 1992年 - ナイジェル・マンセルが1位、セナが2位を走行していたが、レース終盤にマンセルがタイヤ交換で2位に後退してセナが1位に。ピットアウトしたマンセルがセナを猛追するモナコGP史に残るデッドヒートを展開したが、セナが抑え切って4連覇、5回目の優勝を達成。アクティブサスペンションによる圧倒的な競争力を誇ったウィリアムズのマシンを制した大金星。
- 1993年 - セナがモナコGP5連覇、並びにヒルの記録を塗り替えるモナコ通算6回目の優勝を達成。
- 1994年 - 前戦サンマリノGPで事故死したセナとローランド・ラッツェンバーガーへの哀悼の意を表して1・2番グリッドを空席とし、路面に両ドライバーの母国の国旗をペイントした。
予選中、カール・ヴェンドリンガーがシケインのバリアに激突。一時意識不明となる。ミハエル・シューマッハが自身初のポールポジションからモナコGP初制覇。
- 1995年 フリー走行でマシンがストップしたために、井上隆智穂が乗車しながらロープで牽引されている最中、突然飛び出してきたオフィシャルカー（ジャン・ラニョッティが運転していた）に衝突されマシンが横転した。その様子をモニターで見ていたシューマッハは大笑いした。また、そのシューマッハのドライブによりルノーエンジンが念願のモナコGP初制覇を達成。
- 1996年 - 雨中の乱戦でオリビエ・パニスがF1初優勝。リジェに搭載された無限エンジンにとってもF1初優勝。チェッカーを受けたのは僅か3台で、完走扱いを含めても7台のサバイバルレースとなった。
- 2004年 - ルノーのヤルノ・トゥルーリが自身初のポール・トゥ・ウィンでF1初優勝。ルノーエンジン9年ぶりのモナコ制覇（ルノーワークスとしては初）。またこのトゥルーリ以降モナコGPで初優勝を達成したドライバーは2019年モナコGP終了時点では出ていない。
- 2006年 - 予選中、シューマッハがラスカス（第17コーナー）に故意にマシンを停め、後続のフェルナンド・アロンソやマーク・ウェバーらのアタックを妨害したとして予選記録を無効抹消とされ、最後尾ピットからのスタートとなった（俗に言う「ラスカス・ゲート[11]」ないしは「ラスカス事件[12]」）。
- 2007年 - ワン・ツー・フィニッシュしたマクラーレンにチームオーダー疑惑発生（チームオーダーは2010年まで禁止だった）。
- 2008年 - 雨の決勝レース、フロントロウを独占したフェラーリの2台は奮わず、3番手スタートのルイス・ハミルトンが序盤のタイヤをパンクさせるミスを挽回しモナコGP初制覇。一時、非力なマシンで表彰台目前の4位まで浮上する活躍を見せたフォース・インディアのエイドリアン・スーティルだったが、キミ・ライコネンに追突されてリタイヤし男泣き。
- 2009年 - この年に台風の目となったブラウンGPがこのGPでも危なげなくワン・ツー・フィニッシュを決めるが、優勝したバトンはモナコのしきたりを知らず前述の珍事を起こす。
- 2010年 - レース終了直前に2台のマシンの衝突によりセーフティカーが入り、セーフティカー先導でレースが終了することに。しかしこの年セーフティカー退出時のルールが変更され、セーフティカーがピット入口のラインを越えた時点から追い抜きが可能となっていた。この年メルセデスから復帰したシューマッハはこれを利用し、最終ラップでセーフティカーが退出するや否やコントロールラインまでのわずかな間に前のアロンソをオーバーテイク。しかしこれは明らかなルール違反で20秒加算のペナルティを受けた。この一件がセーフティカー退出時のルールが再考されるきっかけとなった。[13]
また、決勝レースで単独クラッシュしたルーベンス・バリチェロが苛立ちのあまり、マシンから出る際にステアリングホイールをコース上に投げ捨て、危険行為と高価な代物を粗末に扱ったことで非難された。ステアリングホイールは外装が傷ついただけで済んだ。
- 2011年 - 予選Q3でザウバーのセルジオ・ペレスがトンネル出口でバランスを失いヌーベルシケイン入口のバリアに高速で衝突。マシンは大破、ペレスは脳震盪を起こして決勝レースと次戦カナダGPを欠場し、カナダGPではペドロ・デ・ラ・ロサが代役を務めた。セバスチャン・ベッテルがモナコGP初制覇。
- 2013年 - メルセデスのニコ・ロズベルグが優勝し、父ケケ・ロズベルグが1983年に優勝してから30年越しで親子2代でのモナコGP優勝を達成。
- 2014年 - 予選Q3の終盤にロズベルグがミラボー（第5コーナー）でオーバーランしてエスケープロードにマシンを止め、イエローフラッグが振られる。これによりアタック中だったハミルトンはアタックを断念、ロズベルグがポールポジションを獲得し、決勝でロズベルグがポール・トゥ・ウィンを飾り2連覇するも物議を醸す。
- 2015年 - レース終盤に2台のマシンの衝突によりセーフティカーが入る。ポール・トゥ・ウィンを目指していたハミルトンは、後続のロズベルグやベッテルもこのタイミングでピットに入ると考えタイヤ交換のためピットインしたが2台はステイアウト。なんと戻った場所は彼らに続く3番手の位置だった[14]。ハミルトンはこの自滅によって3位でレースを終え、ロズベルグは図らずもF1史上4人目のモナコGP3連覇を達成した。
- 2016年 - このGPで改良型のルノーパワーユニットを積んだレッドブルのダニエル・リカルドがチーム久々かつ自身初のポールポジションを獲得し、雨の中スタートした決勝もこのまま優勝かと思われた。しかし雨が上がってきた終盤、2位のハミルトンのタイヤ交換（ウェットからウルトラソフトに交換）を見たレッドブル陣営はリカルドの交換タイヤを直前で「ソフト」から「スーパーソフト」に変更。しかしガレージに適切に情報伝達されず、リカルドがピットインした時にタイヤが用意されていなかった[15]。このピットでのタイムロスによりリカルドはハミルトンに順位を明け渡す形となって2位でレースを終え、怒りと失意を口にした[16]。
- 2017年 - 予選でライコネンが自身2008年フランスGP以来のポールポジションを獲得し、フェラーリがフロントロウを独占。決勝ではチームオーダーによりベッテルがライコネンを逆転して優勝。これは自身にとって6年ぶりのモナコGP優勝、チームとしては2001年以来16年ぶりのモナコGP優勝、及び2010年ドイツGP以来のワン・ツー・フィニッシュとなった。
- 2018年 - コースレコードを塗り替える走りで自身2度目のポールポジションを獲得したリカルドだったが、決勝では19周目でMGU-Kの故障により180馬力を失い、回生ブレーキが効かなくなったことに伴うリアブレーキの加熱、その上柔らかいウルトラソフトタイヤでロングランを強いられるという苦境に立たされた。しかし手負いのマシンで逃げ切って優勝し2016年の雪辱を果たした[17]。
- 2019年 - 元F1王者でメルセデスの重役を務め、前週の5月20日に亡くなったニキ・ラウダをF1全体で追悼。決勝スタート前にドライバー達は彼のトレードマークだった赤いキャップを着けて黙祷し、メルセデスは特別に1戦限りの赤いハロを2台のマシンに着けて臨んだ。
決勝はポールからスタートしたハミルトンがチームの選択ミスにより終盤タイヤを使い果たしていたが、マックス・フェルスタッペンのテール・トゥ・ノーズの猛追を辛くも抑え切り優勝[18]（フェルスタッペンは5秒加算ペナルティで4位に降格）。自身をメルセデスに引き入れたラウダの死去に人一倍ショックを受けたハミルトン[19]にとっては、ラウダに捧げる特別な勝利となった。
- 2020年 - 1月下旬より新型コロナウイルスの感染が世界に拡大し、各国で多くのスポーツ大会が中止する決断が行われた。F1も例外でなく、当初は計画上の第4戦に開催予定であった中国GPの開催延期のみにとどまっていたが、スタッフの感染が確認された開幕戦オーストラリアGPの中止をきっかけに5月までに開催されるレースはすべて延期が決定した。そして3月19日(UTC)、当初は延期にとどまっていたモナコGPだったが、主催者は今年のレースを中止にすると発表。そのため、1955年にF1レースとして始まって以来66年ぶりの開催中止となった。
- 2021年 - フェラーリのシャルル・ルクレールが母国レースで自身初、チームとしても久々のポールポジションを獲得したが予選最終アタックでクラッシュ[20]。ドライブシャフトにトラブルが出て決勝レースをスタートできなかった[21]。
ポールシッターが不在となったレースはフェルスタッペンが支配し、ホンダに1992年以来29年ぶりのモナコGP優勝をもたらした。メルセデスのハミルトンが奮わずボッタスがリタイアしたことで、自身及びレッドブル・ホンダ体制になってから初のドライバーズ・コンストラクターズの両方でポイントリーダーとなった[22]。
リタイアしたボッタスだが、ピットでのタイヤ交換の際にホイールナットの角をホイールガンで削ってしまい（俗に言う「なめる」）、ホイールを外せなくなるという前例の無いトラブルに見舞われた。そのためマシンは一度イギリスに送り返され、ファクトリーでホイールを外す作業が行われた[23]。
- 2022年 - 雨の中スタートした決勝レース26周目にハースのミック・シューマッハがプールサイドシケインで単独クラッシュした際、マシンがリヤセクションが離断するほど大破した。低速コースとしては異例の大きな破壊度であったためドライバー達はこれを深刻視し、検証と対策を求める声を上げた[24]。
決勝レースは、フェラーリが予選でフロントロウを独占していながらピット戦略の度重なる混乱によりレッドブルの先行を許し、前年に移籍したペレスがモナコGP初勝利[25]。しかし、予選Q3でペレスがクラッシュしフェルスタッペンのアタックを妨害する形になった件は、シーズン終盤にルクレールとドライバーズランク2位を争ったペレスを優位にするためにサンパウロGPにおいて出されたチームオーダーをフェルスタッペンが頑なに拒否することにつながり、2人の間に亀裂を生むきっかけとなった[26]。
- 2023年 - 車体規則が変更された前年、メルセデスは他チームと異なる極小のサイドポッドを採用したが、ここに至るまで戦闘力と挙動安定性を著しく欠き、ついにこのGPから他チームと同様のサイドポッドを導入した。このマシンはハミルトンがフリー走行でクラッシュした際に空高くクレーンで持ち上げられ[27]、グラウンドエフェクトカーの肝であるアンダーフロアが早速「公開」された。メルセデス代表のトト・ヴォルフは「クレーン操縦者はシルク・ドゥ・ソレイユ出身だったのだろう」と揶揄し苦笑いした[28]。また、予選Q1でクラッシュしたペレスのマシンも同様に高々と持ち上げられ、最速マシン『レッドブル・RB19』の戦闘力の秘訣の一端が露わになることとなった[29]。
- 2024年 - 決勝レーススタート直後、後方スタートとなったペレスとハースのケビン・マグヌッセンがボー・リバージュ（第2コーナー）へのアプローチの際に並びかけて接触し、ハースのニコ・ヒュルケンベルグを巻き込んで3台が衝突・大破する大クラッシュに発展し赤旗中断となった[30]。全ドライバーが中断中にタイヤ交換を済ませたため、以降はそのタイヤを保たせるためにペースを落とす「省エネ走行」を行いパレード走行と化した[31]。
ルクレールが1931年のルイ・シロン以来、F1では初となる母国グランプリ初優勝をポール・トゥ・ウィンで飾り[32]、2021年、2022年の雪辱を果たした。レッドブルはこの週末フェルスタッペンも奮わず、ライバルの戦闘力向上もあり「低速でバンピーなコースに弱い」マシンの弱点を再び露呈させた[33]。
- 2025年 - 前年の「省エネ走行」を受け、ピレリが3種類のコンパウンドを持ち込み、最低2回はピットに入り全種類のタイヤを使うことを義務付ける特別ルールが導入された[7]。このルールに対し、2台のマシンの片方がピットインした際にもう片方が後続を抑え込み安全にコースに戻す戦術を採ると各チームは予想し[34]、ウィリアムズとレーシングブルズが実行し共にダブル入賞を獲得。しかし、低速で抜きにくいモナコでは「ペースを落とせば誰でも簡単にレースを操作できてしまう」という指摘も出、メルセデスもこの戦術を取ったウィリアムズに理解を示した[35][36]。
フリー走行ではルクレールが終始優勢だったが、予選終盤でマクラーレンのランド・ノリスがコースレコードを塗り替える走りでポールポジションを獲得。決勝はノリスがモナコGP初勝利、チームは2008年以来17年ぶりの勝利をそれぞれ挙げた。以下2位ルクレール、3位オスカー・ピアストリ、4位フェルスタッペンまでの上位4台はスターティンググリッドと同じ順位でフィニッシュした。

## 過去の結果
- ピンク地はF1世界選手権以外で開催された年。1952年はスポーツカーレースとして開催された。
- クリーム地は第二次世界大戦前に行われていたヨーロッパ・ドライバーズ選手権の一戦[注 6]として開催された年。ラウンドの数字は同選手権のもの。

### F1世界選手権レース開催前（1929年-1949年）
| 年          | 決勝日                  | ラウンド                | 勝者                                 | コンストラクター        | 結果                    |                         |
| ----------- | ----------------------- | ----------------------- | ------------------------------------ | ----------------------- | ----------------------- | ----------------------- |
| 1929        | 4月14日                 | 非選手権                | ウィリアム・グローバー＝ウィリアムズ | ブガッティ              | 詳細                    |                         |
| 1930        | 4月06日                 | 非選手権                | ルネ・ドレフュス                     | ブガッティ              | 詳細                    |                         |
| 1931        | 4月19日                 | 非選手権                | ルイ・シロン                         | ブガッティ              | 詳細                    |                         |
| 1932        | 4月17日                 | 非選手権                | タツィオ・ヌヴォラーリ               | アルファロメオ          | 詳細                    |                         |
| 1933        | 4月23日                 | 非選手権                | アキーレ・ヴァルツィ                 | ブガッティ              | 詳細                    |                         |
| 1934        | 4月02日                 | 非選手権                | ギ・モル                             | アルファロメオ          | 詳細                    |                         |
| 1935        | 4月22日                 | 1                       | ルイジ・ファジオーリ                 | メルセデス・ベンツ      | 詳細                    |                         |
| 1936        | 4月13日                 | 1                       | ルドルフ・カラツィオラ               | メルセデス・ベンツ      | 詳細                    |                         |
| 1937        | 8月08日                 | 3                       | マンフレート・フォン・ブラウヒッチュ | メルセデス・ベンツ      | 詳細                    |                         |
| 1938 - 1947 | 開催されず              | 開催されず              | 開催されず                           | 開催されず              | 開催されず              | 開催されず              |
| 1948        | 5月16日                 | 非選手権                | ジュゼッペ・ファリーナ               | マセラティ              | 詳細                    |                         |
| 1949        | ルイ2世の薨去により中止 | ルイ2世の薨去により中止 | ルイ2世の薨去により中止              | ルイ2世の薨去により中止 | ルイ2世の薨去により中止 | ルイ2世の薨去により中止 |

### F1世界選手権レース開催後（1950年-）
★は初優勝。☆はその年のドライバーズチャンピオン。■はポール・トゥ・ウィン
| 年   | 決勝日                                 | ラウンド                               | サーキット                             | 勝者                                   | コンストラクター                             | 結果                                   |
| ---- | -------------------------------------- | -------------------------------------- | -------------------------------------- | -------------------------------------- | -------------------------------------------- | -------------------------------------- |
| 1950 | 5月21日                                | 2                                      | モンテカルロ                           | ファン・マヌエル・ファンジオ★■         | アルファロメオ                               | 詳細                                   |
| 1951 | 開催されず                             | 開催されず                             | 開催されず                             | 開催されず                             | 開催されず                                   | 開催されず                             |
| 1952 | 6月02日                                | 非選手権(SC)                           | モンテカルロ                           | ヴィットリオ・マルゾット               | フェラーリ                                   | 詳細                                   |
| 1953 | 開催されず                             | 開催されず                             | 開催されず                             | 開催されず                             | 開催されず                                   | 開催されず                             |
| 1954 | 開催されず                             | 開催されず                             | 開催されず                             | 開催されず                             | 開催されず                                   | 開催されず                             |
| 1955 | 5月22日                                | 2                                      | モンテカルロ                           | モーリス・トランティニアン★            | フェラーリ                                   | 詳細                                   |
| 1956 | 5月13日                                | 2                                      | モンテカルロ                           | スターリング・モス                     | マセラティ                                   | 詳細                                   |
| 1957 | 5月19日                                | 2                                      | モンテカルロ                           | ファン・マヌエル・ファンジオ☆■         | マセラティ                                   | 詳細                                   |
| 1958 | 5月18日                                | 2                                      | モンテカルロ                           | モーリス・トランティニアン             | クーパー-クライマックス （ロブ・ウォーカー） | 詳細                                   |
| 1959 | 5月10日                                | 1                                      | モンテカルロ                           | ジャック・ブラバム★☆                   | クーパー-クライマックス                      | 詳細                                   |
| 1960 | 5月29日                                | 2                                      | モンテカルロ                           | スターリング・モス■                    | ロータス-クライマックス （ロブ・ウォーカー） | 詳細                                   |
| 1961 | 5月14日                                | 1                                      | モンテカルロ                           | スターリング・モス■                    | ロータス-クライマックス （ロブ・ウォーカー） | 詳細                                   |
| 1962 | 6月03日                                | 2                                      | モンテカルロ                           | ブルース・マクラーレン                 | クーパー-クライマックス                      | 詳細                                   |
| 1963 | 5月26日                                | 1                                      | モンテカルロ                           | グラハム・ヒル                         | BRM                                          | 詳細                                   |
| 1964 | 5月10日                                | 1                                      | モンテカルロ                           | グラハム・ヒル                         | BRM                                          | 詳細                                   |
| 1965 | 5月30日                                | 2                                      | モンテカルロ                           | グラハム・ヒル■                        | BRM                                          | 詳細                                   |
| 1966 | 5月22日                                | 1                                      | モンテカルロ                           | ジャッキー・スチュワート               | BRM                                          | 詳細                                   |
| 1967 | 5月07日                                | 2                                      | モンテカルロ                           | デニス・ハルム★☆                       | ブラバム-レプコ                              | 詳細                                   |
| 1968 | 5月26日                                | 3                                      | モンテカルロ                           | グラハム・ヒル☆■                       | ロータス-フォード                            | 詳細                                   |
| 1969 | 5月18日                                | 3                                      | モンテカルロ                           | グラハム・ヒル                         | ロータス-フォード                            | 詳細                                   |
| 1970 | 5月10日                                | 3                                      | モンテカルロ                           | ヨッヘン・リント☆                      | ロータス-フォード                            | 詳細                                   |
| 1971 | 5月23日                                | 3                                      | モンテカルロ                           | ジャッキー・スチュワート☆■             | ティレル-フォード                            | 詳細                                   |
| 1972 | 5月14日                                | 4                                      | モンテカルロ                           | ジャン＝ピエール・ベルトワーズ★        | BRM                                          | 詳細                                   |
| 1973 | 6月03日                                | 6                                      | モンテカルロ                           | ジャッキー・スチュワート☆■             | ティレル-フォード                            | 詳細                                   |
| 1974 | 5月26日                                | 6                                      | モンテカルロ                           | ロニー・ピーターソン                   | ロータス-フォード                            | 詳細                                   |
| 1975 | 5月11日                                | 5                                      | モンテカルロ                           | ニキ・ラウダ☆■                         | フェラーリ                                   | 詳細                                   |
| 1976 | 5月30日                                | 6                                      | モンテカルロ                           | ニキ・ラウダ■                          | フェラーリ                                   | 詳細                                   |
| 1977 | 5月22日                                | 6                                      | モンテカルロ                           | ジョディー・シェクター                 | ウルフ-フォード                              | 詳細                                   |
| 1978 | 5月07日                                | 5                                      | モンテカルロ                           | パトリック・デパイユ★                  | ティレル-フォード                            | 詳細                                   |
| 1979 | 5月27日                                | 7                                      | モンテカルロ                           | ジョディー・シェクター☆■               | フェラーリ                                   | 詳細                                   |
| 1980 | 5月18日                                | 6                                      | モンテカルロ                           | カルロス・ロイテマン                   | ウィリアムズ-フォード                        | 詳細                                   |
| 1981 | 5月31日                                | 6                                      | モンテカルロ                           | ジル・ヴィルヌーヴ                     | フェラーリ                                   | 詳細                                   |
| 1982 | 5月23日                                | 6                                      | モンテカルロ                           | リカルド・パトレーゼ★                  | ブラバム-フォード                            | 詳細                                   |
| 1983 | 5月15日                                | 5                                      | モンテカルロ                           | ケケ・ロズベルグ                       | ウィリアムズ-フォード                        | 詳細                                   |
| 1984 | 6月03日                                | 6                                      | モンテカルロ                           | アラン・プロスト■                      | マクラーレン-TAG                             | 詳細                                   |
| 1985 | 5月19日                                | 4                                      | モンテカルロ                           | アラン・プロスト☆                      | マクラーレン-TAG                             | 詳細                                   |
| 1986 | 5月11日                                | 4                                      | モンテカルロ                           | アラン・プロスト☆                      | マクラーレン-TAG                             | 詳細                                   |
| 1987 | 5月31日                                | 4                                      | モンテカルロ                           | アイルトン・セナ                       | ロータス-ホンダ                              | 詳細                                   |
| 1988 | 5月15日                                | 3                                      | モンテカルロ                           | アラン・プロスト                       | マクラーレン-ホンダ                          | 詳細                                   |
| 1989 | 5月07日                                | 3                                      | モンテカルロ                           | アイルトン・セナ■                      | マクラーレン-ホンダ                          | 詳細                                   |
| 1990 | 5月27日                                | 4                                      | モンテカルロ                           | アイルトン・セナ☆■                     | マクラーレン-ホンダ                          | 詳細                                   |
| 1991 | 5月12日                                | 4                                      | モンテカルロ                           | アイルトン・セナ☆■                     | マクラーレン-ホンダ                          | 詳細                                   |
| 1992 | 5月31日                                | 6                                      | モンテカルロ                           | アイルトン・セナ                       | マクラーレン-ホンダ                          | 詳細                                   |
| 1993 | 5月23日                                | 6                                      | モンテカルロ                           | アイルトン・セナ                       | マクラーレン-フォード                        | 詳細                                   |
| 1994 | 5月15日                                | 4                                      | モンテカルロ                           | ミハエル・シューマッハ☆■               | ベネトン-フォード                            | 詳細                                   |
| 1995 | 5月28日                                | 5                                      | モンテカルロ                           | ミハエル・シューマッハ☆                | ベネトン-ルノー                              | 詳細                                   |
| 1996 | 5月19日                                | 6                                      | モンテカルロ                           | オリビエ・パニス★                      | リジェ-無限ホンダ                            | 詳細                                   |
| 1997 | 5月11日                                | 5                                      | モンテカルロ                           | ミハエル・シューマッハ                 | フェラーリ                                   | 詳細                                   |
| 1998 | 5月24日                                | 6                                      | モンテカルロ                           | ミカ・ハッキネン☆■                     | マクラーレン-メルセデス                      | 詳細                                   |
| 1999 | 5月16日                                | 4                                      | モンテカルロ                           | ミハエル・シューマッハ                 | フェラーリ                                   | 詳細                                   |
| 2000 | 6月04日                                | 7                                      | モンテカルロ                           | デビッド・クルサード                   | マクラーレン-メルセデス                      | 詳細                                   |
| 2001 | 5月27日                                | 7                                      | モンテカルロ                           | ミハエル・シューマッハ☆                | フェラーリ                                   | 詳細                                   |
| 2002 | 5月26日                                | 7                                      | モンテカルロ                           | デビッド・クルサード                   | マクラーレン-メルセデス                      | 詳細                                   |
| 2003 | 6月01日                                | 7                                      | モンテカルロ                           | ファン・パブロ・モントーヤ             | ウィリアムズ-BMW                             | 詳細                                   |
| 2004 | 5月23日                                | 6                                      | モンテカルロ                           | ヤルノ・トゥルーリ★■                   | ルノー                                       | 詳細                                   |
| 2005 | 5月22日                                | 6                                      | モンテカルロ                           | キミ・ライコネン■                      | マクラーレン-メルセデス                      | 詳細                                   |
| 2006 | 5月28日                                | 7                                      | モンテカルロ                           | フェルナンド・アロンソ☆■               | ルノー                                       | 詳細                                   |
| 2007 | 5月27日                                | 5                                      | モンテカルロ                           | フェルナンド・アロンソ■                | マクラーレン-メルセデス                      | 詳細                                   |
| 2008 | 5月25日                                | 6                                      | モンテカルロ                           | ルイス・ハミルトン☆                    | マクラーレン-メルセデス                      | 詳細                                   |
| 2009 | 5月24日                                | 6                                      | モンテカルロ                           | ジェンソン・バトン☆■                   | ブラウン-メルセデス                          | 詳細                                   |
| 2010 | 5月16日                                | 6                                      | モンテカルロ                           | マーク・ウェバー■                      | レッドブル-ルノー                            | 詳細                                   |
| 2011 | 5月29日                                | 6                                      | モンテカルロ                           | セバスチャン・ベッテル☆■               | レッドブル-ルノー                            | 詳細                                   |
| 2012 | 5月27日                                | 6                                      | モンテカルロ                           | マーク・ウェバー■                      | レッドブル-ルノー                            | 詳細                                   |
| 2013 | 5月26日                                | 6                                      | モンテカルロ                           | ニコ・ロズベルグ■                      | メルセデス                                   | 詳細                                   |
| 2014 | 5月25日                                | 6                                      | モンテカルロ                           | ニコ・ロズベルグ■                      | メルセデス                                   | 詳細                                   |
| 2015 | 5月24日                                | 6                                      | モンテカルロ                           | ニコ・ロズベルグ                       | メルセデス                                   | 詳細                                   |
| 2016 | 5月29日                                | 6                                      | モンテカルロ                           | ルイス・ハミルトン                     | メルセデス                                   | 詳細                                   |
| 2017 | 5月28日                                | 6                                      | モンテカルロ                           | セバスチャン・ベッテル                 | フェラーリ                                   | 詳細                                   |
| 2018 | 5月27日                                | 6                                      | モンテカルロ                           | ダニエル・リカルド■                    | レッドブル-タグ・ホイヤー                    | 詳細                                   |
| 2019 | 5月26日                                | 6                                      | モンテカルロ                           | ルイス・ハミルトン☆■                   | メルセデス                                   | 詳細                                   |
| 2020 | 新型コロナウイルス感染拡大の影響で中止 | 新型コロナウイルス感染拡大の影響で中止 | 新型コロナウイルス感染拡大の影響で中止 | 新型コロナウイルス感染拡大の影響で中止 | 新型コロナウイルス感染拡大の影響で中止       | 新型コロナウイルス感染拡大の影響で中止 |
| 2021 | 5月23日                                | 5                                      | モンテカルロ                           | マックス・フェルスタッペン☆            | レッドブル-ホンダ                            | 詳細                                   |
| 2022 | 5月29日                                | 7                                      | モンテカルロ                           | セルジオ・ペレス                       | レッドブル-RBPT                              | 詳細                                   |
| 2023 | 5月28日                                | 7                                      | モンテカルロ                           | マックス・フェルスタッペン☆■           | レッドブル-ホンダ・RBPT                      | 詳細                                   |
| 2024 | 5月26日                                | 8                                      | モンテカルロ                           | シャルル・ルクレール■                  | フェラーリ                                   | 詳細                                   |
| 2025 | 5月25日                                | 8                                      | モンテカルロ                           | ランド・ノリス■                        | マクラーレン-メルセデス                      | 詳細                                   |

### 過去のコースレイアウト

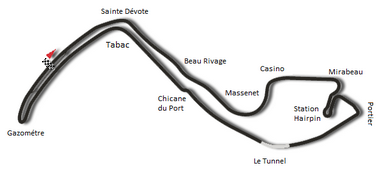
1929-1971
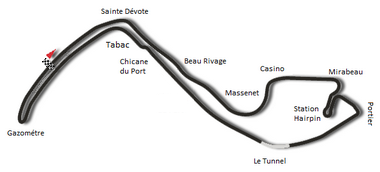
1972
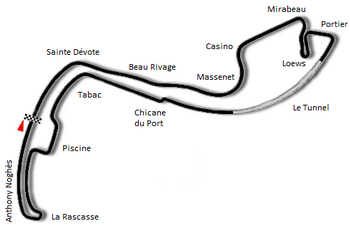
1973-1975
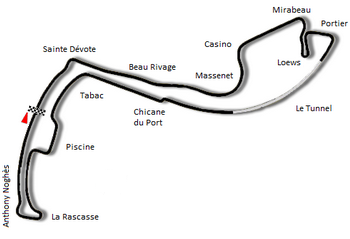
1976-1985
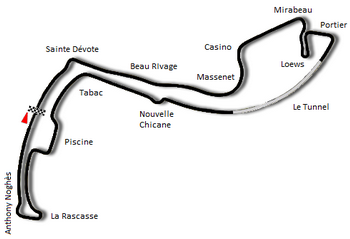
1986-1996

## 優勝回数
複数回勝利を挙げた者のみ対象とする。

### ドライバー
| 回数 | ドライバー                   | 優勝年                             |
| ---- | ---------------------------- | ---------------------------------- |
| 6    | アイルトン・セナ             | 1987, 1989, 1990, 1991, 1992, 1993 |
| 5    | グラハム・ヒル               | 1963, 1964, 1965, 1968, 1969       |
| 5    | ミハエル・シューマッハ       | 1994, 1995, 1997, 1999, 2001       |
| 4    | アラン・プロスト             | 1984, 1985, 1986, 1988             |
| 3    | スターリング・モス           | 1956, 1960, 1961                   |
| 3    | ジャッキー・スチュワート     | 1966, 1971, 1973                   |
| 3    | ニコ・ロズベルグ             | 2013, 2014, 2015                   |
| 3    | ルイス・ハミルトン           | 2008, 2016, 2019                   |
| 2    | ファン・マヌエル・ファンジオ | 1950, 1957                         |
| 2    | モーリス・トランティニアン   | 1955, 1958                         |
| 2    | ニキ・ラウダ                 | 1975, 1976                         |
| 2    | ジョディー・シェクター       | 1977, 1979                         |
| 2    | デビッド・クルサード         | 2000, 2002                         |
| 2    | フェルナンド・アロンソ       | 2006, 2007                         |
| 2    | マーク・ウェバー             | 2010, 2012                         |
| 2    | セバスチャン・ベッテル       | 2011, 2017                         |
| 2    | マックス・フェルスタッペン   | 2021, 2023                         |

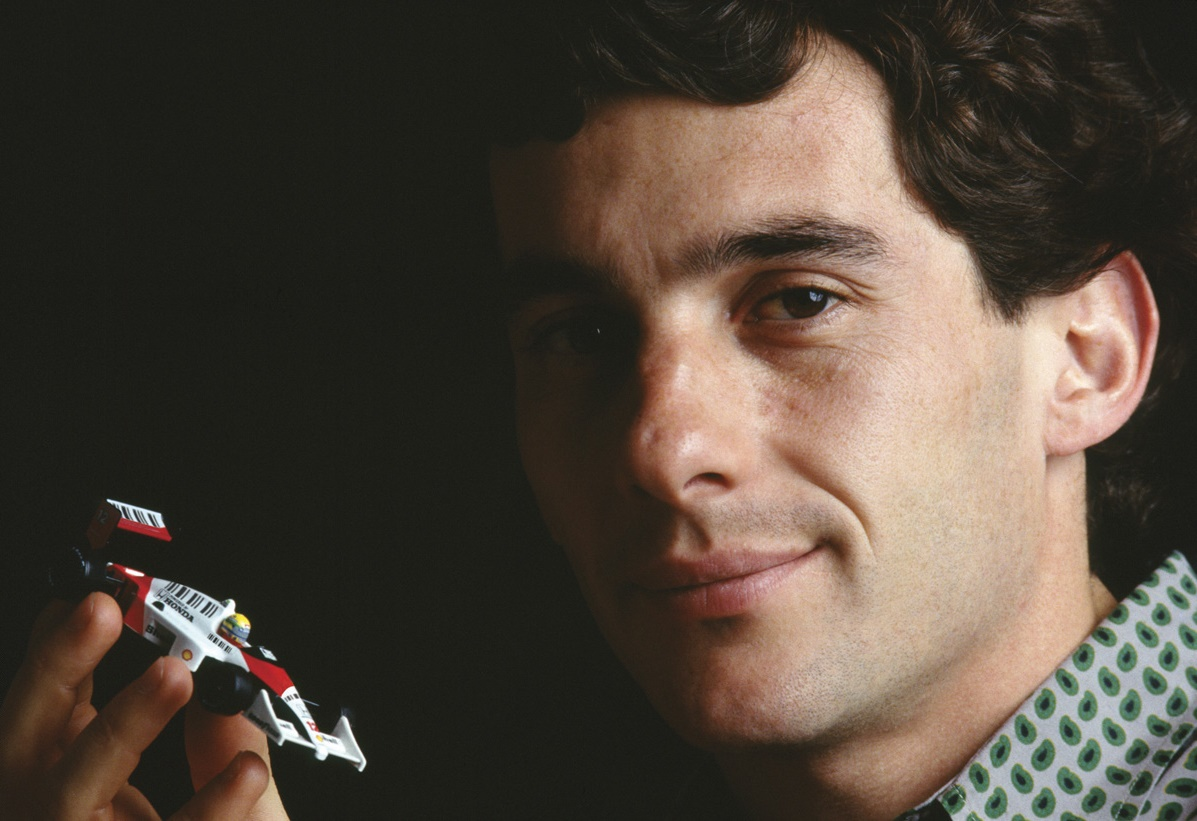
アイルトン・セナが最多の6勝を挙げている。

- 太字は2025年のF1世界選手権に参戦中のドライバー。

### コンストラクター
| 回数 | コンストラクター | 優勝年                                                                                         |
| ---- | ---------------- | ---------------------------------------------------------------------------------------------- |
| 16   | マクラーレン     | 1984, 1985, 1986, 1988, 1989, 1990, 1991, 1992, 1993, 1998, 2000, 2002, 2005, 2007, 2008, 2025 |
| 11   | フェラーリ       | 1952, 1955, 1975, 1976, 1979, 1981, 1997, 1999, 2001, 2017, 2024                               |
| 8    | メルセデス       | 1935, 1936, 1937, 2013, 2014, 2015, 2016, 2019                                                 |
| 7    | ロータス         | 1960, 1961, 1968, 1969, 1970, 1974, 1987                                                       |
| 7    | レッドブル       | 2010, 2011, 2012, 2018, 2021, 2022, 2023                                                       |
| 5    | BRM              | 1963, 1964, 1965, 1966, 1972                                                                   |
| 4    | ブガッティ       | 1929, 1930, 1931, 1933                                                                         |
| 3    | アルファロメオ   | 1932, 1934, 1950                                                                               |
| 3    | マセラティ       | 1948, 1956, 1957                                                                               |
| 3    | クーパー         | 1958, 1959, 1962                                                                               |
| 3    | ティレル         | 1971, 1973, 1978                                                                               |
| 3    | ウィリアムズ     | 1980, 1983, 2003                                                                               |
| 2    | ブラバム         | 1967, 1982                                                                                     |
| 2    | ベネトン         | 1994, 1995                                                                                     |
| 2    | ルノー           | 2004, 2006                                                                                     |

- 太字は2025年のF1世界選手権に参戦中のコンストラクター。
- ピンク地はF1世界選手権以外で開催された年。
- クリーム地は第二次世界大戦前に行われていたヨーロッパ・ドライバーズ選手権[注 6]の一戦として開催された年。

1. ↑  1986-1995年はイギリス国籍、1996-2001年はイタリア国籍。

### エンジン
| 回数 | メーカー       | 優勝年                                                                                         |
| ---- | -------------- | ---------------------------------------------------------------------------------------------- |
| 16   | メルセデス     | 1935, 1936, 1937, 1998, 2000, 2002, 2005, 2007, 2008, 2009, 2013, 2014, 2015, 2016, 2019, 2025 |
| 13   | フォード       | 1968, 1969, 1970, 1971, 1973, 1974, 1977, 1978, 1980, 1982, 1983, 1993, 1994                   |
| 11   | フェラーリ     | 1952, 1955, 1975, 1976, 1979, 1981, 1997, 1999, 2001, 2017, 2024                               |
| 7    | ホンダ         | 1987, 1988, 1989, 1990, 1991, 1992, 2021                                                       |
| 6    | ルノー         | 1995, 2004, 2006, 2010, 2011, 2012                                                             |
| 5    | クライマックス | 1958, 1959, 1960, 1961, 1962                                                                   |
| 5    | BRM            | 1963, 1964, 1965, 1966, 1972                                                                   |
| 4    | ブガッティ     | 1929, 1930, 1931, 1933                                                                         |
| 3    | アルファロメオ | 1932, 1934, 1950                                                                               |
| 3    | マセラティ     | 1948, 1956, 1957                                                                               |
| 3    | TAG            | 1984, 1985, 1986                                                                               |

- 太字は2025年のF1世界選手権に参戦中のメーカー。
- ピンク地はF1世界選手権以外で開催された年。
- クリーム地は第二次世界大戦前に行われていたヨーロッパ・ドライバーズ選手権[注 6]の一戦として開催された年。

1. ↑  1998-2005年はイルモアが製造。
2. ↑  コスワースが製造。
3. ↑  2022-2025年にホンダ・レーシング(HRC)が製造しているRBPT及びホンダ・RBPTと記録は別扱い。
4. ↑  ポルシェが製造。

## 冠スポンサー
モナコGPでは第1回大会の1929年から2024年まで冠スポンサーを付けていなかったが、2025年からF1のタイムキーパーに復帰し、モナコ自動車クラブのパートナーであるタグ・ホイヤーが同年のレースに初めての冠スポンサーとして契約した。